# Теодор Евстах (Пфалц-Зулцбах)
Теодор Евстах фон Пфалц-Зулцбах (на немски: Theodor Eustach von Pfalz-Sulzbach; * 14 февруари 1659, Зулцбах; † 11 юли 1732, Динкелсбюл) е пфалцграф и херцог на Пфалц-Зулцбах (1708 – 1732) от фамилията Вителсбахи.

## Живот
Син е на пфалцграф и херцог Кристиан Август фон Зулцбах (1622 – 1708) и съпругата му Амалия Магдалена фон Насау-Зиген (1615 – 1669), дъщеря на граф Йохан VII от Насау-Зиген.
На 13 януари 1727 г. Теодор Евстах се отказва в полза на най-големия си син от претенциите си за Юлих и Берг.
Умира през 1732 г. в Динкелсбюл, където искал да се оттегли. Погребан е в Зулцбах.

## Фамилия
Теодор Евстах се жени на 9 юни 1692 г. в Лобозиц за Мария Елеонора фон Хесен-Ротенбург (1675 – 1720), дъщеря на ландграф Вилхелм I фон Хесен-Ротенбург. Те имат децата:
- Мария Анна (1693 – 1762), монахиня в Кьолн
- Йозеф Карл (1694 – 1729), наследствен принц на Пфалц-Зулцбах
- Франциска Кристина (1696 – 1776), княжеска абатеса в манастир Есен
- Ернестина Теодора (1697 – 1775)

∞ 1719 ландграф Вилхелм II фон Хесен-Ванфрид (1671 – 1739)
- Йохан Вилхелм (1698 – 1699)
- Йохан Кристиан Йозеф (1700 – 1733), пфалцграф и херцог на Зулцбах
- Елизабет Елеонора (1702 – 1704)
- Анна Кристина Луиза (1701 – 1723)

∞ 1722 херцог Карл-Емануил III Савойски (1701 – 1773)
- Йохан Вилхелм Аугуст (1706 – 1708)